# Kurt Wubben
Kurt Wubben (Pijnacker, 24 februari 1972) is een Nederlands marathon- en langebaanschaatser. 

## Biografie
Wubben is, net als collega-schaatser Henk Angenent, een aanvallend schaatser en vaak vooraan in het marathonpeloton te vinden. In 2005 won Wubben de Dick van Gangelen-trofee als best presterende schaatser van dat seizoen. 
Een andere overeenkomst met Angenent is dat Wubben in het schaatsseizoen 2006-2007 de stap naar het langebaanschaatsen heeft gemaakt. Tijdens de NK Afstanden aan het begin van het seizoen werd Wubben verdienstelijk zesde op de tien kilometer. Toen Sven Kramer en Carl Verheijen zich afmeldden voor de derde Wereldbekerwedstrijd van het seizoen in Moskou, mocht Wubben aan de start verschijnen in de B-groep. Wubben verbaasde door te winnen in een eindtijd van 13:14.31, een verbetering van zijn persoonlijke record met 39 seconden, en ruim een halve seconde sneller dan Enrico Fabris, die de wedstrijd in de A-groep won.
Op 17 februari 2007 reed hij op de 10 kilometer een tijd van 13.17, wederom in de B-groep waar hij het De Jong weer moeilijk maakte om zich te plaatsen voor de WK Afstanden in Salt Lake City. Ook voor Brigt Rykkje lag de lat hoog.
Een week voor zijn 39e, op 12 februari 2011, won Wubben in Falun de laatste natuurijsmarathon van het Grand Prix Circuit. Zijn laatste wedstrijd, de finale van de KPN Marathon Cup in Thialf, schreef hij op zijn naam door samen met negen rijders een voorsprong van twee ronden op te bouwen op het peloton.

## Resultaten
| jaar | NK Afstanden        | Wereldbeker |
| ---- | ------------------- | ----------- |
| 2007 | 12e 5000m 6e 10000m | 22e 5/10km  |
| 2011 | 12e 5000m           |             |